# El Robledo
El Robledo település Spanyolországban, Ciudad Real tartományban. El Robledo Alcoba, Porzuna és Piedrabuena községekkel határos. Lakosainak száma 1049 fő (2024).

## Népesség
A település népessége az elmúlt években az alábbi módon változott:
| Lakosok száma | 1091 | 1078 | 1154 | 1309 | 1307 | 1250 | 1142 | 1081 | 1058 | 1049 |
|               | 2001 | 2004 | 2006 | 2009 | 2011 | 2014 | 2016 | 2019 | 2021 | 2024 |